# Locomotiv GT
Locomotiv GT – węgierska grupa rockowa. 

## Historia
Zespół został założony w Budapeszcie 6 kwietnia 1971 roku. Jego założyciele byli muzykami znanymi z innych zespołów: Gábor Presser i József Laux – Omega; Károly Frenreisz – Metro; Tamás Barta – Hungária.
Okres największej popularności zespołu przypadł na lata 70. dwudziestego wieku. Grupa występowała wielokrotnie w Polsce. Nagrania z koncertu w Sali Kongresowej PKiN w Warszawie zostały wydane w 1976 roku na płycie pt. „Locomotiv GT in Warsaw”. Płyta osiągnęła nakład 750 tys. sztuk.

## Dyskografia
źródło
- Locomotiv GT (1971)
- Ringasd el magad (1972)
- LGT III. Bummm! (1973) – album oficjalnie wznowiono na LP w innej okładce (1982) Węgry
- London 1973 (1974) – wersja angielska, album wydany w UK + wznowienie (1976) Jugosławia
- All Aboard (1974) – wersja angielska, album wydany w USA
- Mindig magasabbra (1975)
- Motor City Rock (1976) – wersja angielska, album wydany w Czechosłowacji + wznowienie (1978) Czechosłowacja
- In Warsaw (1976) – wersja koncertowa, nagrana w marcu 1976 r., Sala Kongresowa PKiN w Warszawie
- Locomotiv GT V. (1976) – (2LP)
- Zene – Mindenki másképp csinálja (1977)
- Aranyalbum 1971–76 (1978) – składanka (2LP)
- Mindenki (1978)
- LocomotiV GT (1980) – wersja angielska, album wydany na Węgrzech
- Kisstadion '80 (1980) – wersja koncertowa + zespół Omega i Beatrice, Budapeszt / Węgry
- Loksi (1980) – (2LP)
- Locomotiv GT X. (1982)
- Too Long (1983) – wersja angielska „Locomotiv GT X.”, album wydany w UK + wznowienie (1983) Węgry
- Azalbummm (1983) – (2LP) składanka z różnych koncertów
- Ellenfél nélkül (1984)
- Boxing (1985) – wersja angielska „Ellenfél nélkül”, oficjalnie niepublikowana (bootleg)
- Locomotiv GT '74 USA (1988) – wersja angielska, częściowe wznowienie „All Aboard”, album wydany na Węgrzech
- A Locomotiv GT. összes nagylemeze (1992) – komplet albumów CD wydanych w wersji węgierskiej (tzw. dyskografia podstawowa)
- A Locomotiv GT. összes kislemeze (1992) – składanka singli na CD wydanych w wersji węgierskiej
- Búcsúkoncert (1992) – (2LP) wersja koncertowa
- 424 – Mozdonyopera (1997)
- A magyar rockzene hőskora – LGT (2000) – składanka
- A fiúk a kocsmába mentek (2002)
- Válogattunk … az LGT legjobb számaiból 2002 karácsonya (2002) – składanka
- A Spar bemutatja a közönséget! – Sziget, 2007 Augusztus 7. (2007) – wersja koncertowa